# Бархатов, Андрей Борисович
Андрей Борисович Бархатов (род. 1970) — российский журналист, режиссёр и продюсер, звукорежиссёр. Создатель и руководитель проекта http://www.vostokinform.ru Архивная копия от 27 апреля 2007 на Wayback Machine и https://web.archive.org/web/20170425130009/http://index-art.info/

## Биография
- Главный редактор «Уральской Региональной Телекомпании» (УРТ) 1994—1996 гг.
- Директор по развитию «10 канал-Екатеринбург» 1996—1998 гг.
- Генеральный директор первой федеральной телесети «Восток» (более 37 городов), 1996—1999 гг.
- Коммерческий директор ФГУП ТПО «Киностудия „Союзмультфильм“» 2006—2007 гг.[1][2][3]
- Продюсер и один из создателей: «Ассоциации Независимых Теле- и Кино- работников» (АНТиК) 1994 — н.в.[4]
- Также в разное время работал в Екатеринбургском Доме Кино, МАО УО Киноцентр, Телекомпании АТН.
- Режиссёр и автор фильмов: «Неизвестный Высоцкий» (13 серий) (1994—1995 гг.), «Свеча Горела» (1995), «Российский Андерграунд: Лагерные песни» (1995 г) и некоторых других.
- Режиссёр и соавтор телепрограмм: «Звёзды и Судьбы», «Высоцкий на Таганке», «Белое и Чёрное», «История Российского Гитаризма» (Классическая гитара), и некоторых других[4].
- Автор, архивариус, редактор радиопрограммы «Гоп со смыком»[5][6]. Работал над этим проектом совместно с известным шансонье Раджем Гафуровым.
- Звукорежиссёр-реставратор и продюсер проекта «Эстрада Русского Зарубежья»: восстановление записей с шалачных и бесшалачных пластинок 78 об/м, исполнителей эстрады русского зарубежья 1920—1950-х гг. Выпущено с 1995 по 1999 год 7 выпусков.
- Звукорежиссёр-реставратор и продюсер проекта «Русская Советская Эстрада» (1933—1960 гг.). Отреставрировано более 400 записей.
- Звукорежиссёр-реставратор «частных» записей А. А. Галича периода 1970-х гг. Выпущено на компакт-дисках 12 выпусков, в серии «Концерты для друзей».
- Звукорежиссёр-реставратор большого объёма русских и русскоязычных опер, оперных исполнителей, оперетт, записей классической музыки 1940—1970-х гг.